# Graviera Kritis
Graviera Kritis (en grec : Γραβιέρα Κρήτης) est un fromage crétois à base de lait de brebis, parfois mélangé avec du lait de chèvre, protégé depuis 1996 par l'Union européenne. Il fait partie des fromages de la famille des gruyères. Son diamètre traditionnel est de 40 cm environ et son poids est compris entre 14 et 16 kg. Son taux d'humidité doit être inférieur à 38 %. Il contient environ 40 % de matière grasse et moins de 2 % de sel.
L’aire géographique dans laquelle est produit le lait qui sert à préparer la «Graviera Kritis» correspond aux nomes (régions) de La Canée, Réthymno, Héraklion (Candie) et du Lassithi.